# Place Sainte-Croix (Nantes)
Pour l’article homonyme, voir Place Sainte-Croix.
La place Sainte-Croix est une place publique de Nantes, en France.

## Situation et accès
Située dans le centre-ville de Nantes la place Sainte-Croix dessert les rues Travers, Sainte-Croix, Belle-Image et Beauregard. Elle est pavée et fait partie de la zone piétonnière du Bouffay.

## Origine du nom
Son nom est lié à l'église Sainte-Croix qui occupe son côté est.

## Historique
Édouard Pied mentionne l'existence de l'église Saint-Saturnin qui se trouvait autrefois presque en face de l’église Sainte-Croix et occupait une partie de la place actuelle, l'emplacement de la rue Travers.
Celle-ci était bâtie sur un terrain compris entre les rues de la Marne et de la Paix.
Cette église remonterait au VIe siècle, mais est fermée au culte en 1784 (un procès-verbal du 24 juillet de cette année-là déclare qu'il faut procéder à la démolition du clocher).
Le service religieux est alors transporté aux Carmes et, en 1791, la paroisse est définitivement supprimée et réunie à celle de Sainte-Croix.
C’est à partir de cette même année qu'on décide d’entreprendre l'aménagement de la place actuelle, dont on ne s’occupe sérieusement qu’en 1821, les travaux se prolongeant durant les années qui suivent.
En 2010, le passage Sainte-Croix, qui relie la rue de la Bâclerie à la place Sainte-Croix, est ouvert au sud-est de la place. Il longe le côté sud de l'église et traverse un ancien prieuré construit par des moines bénédictins au XIe siècle, ainsi que le site de l'ancien cimetière (transféré au cimetière La Bouteillerie en 1774) et transformé en jardin public. Dans l'ancien prieuré, une galerie d'exposition, des salles de conférences et de spectacles sont aménagées.